# Argyrodes calmettei
Argyrodes calmettei is een spinnensoort in de taxonomische indeling van de kogelspinnen (Theridiidae).
Het dier komt uit het geslacht Argyrodes. Argyrodes calmettei werd in 1990 door Lopez beschreven.